# Winchcombe
Winchcombe ist eine Stadt und eine Verwaltungseinheit im District Tewkesbury in der Grafschaft Gloucestershire, im Südwesten von England. Winchcombe ist 21,5 km von Gloucester entfernt. Im Jahr 2011 hatte es 4538 Einwohner. Winchcombe wurde 1086 im Domesday Book als Wicecombe/Wicelcumbe/Wincelcumbe erwähnt.
Belas Knap ist ein Cotswold Severn Tomb auf dem Cleeve Hill, zwischen Cheltenham und Winchcombe.
In Winchcombe gibt es als Übrigbleibsel der eingestellten Bahnlinie nach Südwales eine Station der Museumseisenbahn der Gloucestershire Warwickshire Steam Railway.
Am 28. Februar 2021 um 22:54 MEZ fiel ein Meteorit in Winchcombe. Es handelt sich dabei um einen kohligen Chondriten, eine sehr seltene Klasse von Steinmeteoriten.

## Persönlichkeiten
- Robert Adlard (1915–2008), Hockeyspieler